# William Yates
William Yates (15 september 1921 - Tallangatta, 18 april 2010) was een Brits politicus. Yates was gedurende lange tijd lid van de Britse Conservatieve Partij, maar ontbond zich van deze partij in 1966 na een dispuut over het Arabisch-Israëlisch conflict. Na reeds lange tijd in Australië gewoond te hebben, besloot hij om zich aan te sluiten bij de Liberal Party of Australia. Echter werd hij in geen van beide parlementen ooit minister.
Yates overleed op 88-jarige leeftijd in het Australische Tallangatta.